# شایدگ (بایرن)
شایدگ (به آلمانی: Scheidegg) یک منطقهٔ مسکونی در آلمان است که در لینداو واقع شده‌است. شایدگ ۴٬۲۴۲ نفر جمعیت دارد.